# Eleição municipal de Eunápolis em 2016
A eleição municipal de Eunápolis em 2016 foi realizada para eleger um prefeito, um vice-prefeito e 17 vereadores no município de Eunápolis, no estado brasileiro da Bahia. Foram eleitos) e  para os cargos de prefeito(a) e vice-prefeito(a), respectivamente. Seguindo a Constituição, os candidatos são eleitos para um mandato de quatro anos a se iniciar em 1º de janeiro de 2017. A decisão para os cargos da administração municipal, segundo o Tribunal Superior Eleitoral, contou com 76 567 eleitores aptos e 17 899 abstenções, de forma que 23.38% do eleitorado não compareceu às urnas naquele turno.

## Antecedentes
Nas eleições municipais de Eunápolis em 2012, Neto Guerriri, do PRTB, foi eleito com 65,59% dos votos válidos no 2º turno, concorrido com Cordelia Torres, do PMDB. A vice-prefeita eleita foi Maria Menezes, do PSB.

## Campanha
A campanha de Robério Oliveira contou com a maior caravana que a cidade já teve, acompanhada de 10 mil eleitores, de seu candidato a vice, Flávio Baiôco (PTN) e do então prefeito Neto Guerriri. A caminhada 55 atravessou a BR 101 e acabou em Pequi, onde as lideranças que acompanhavam discursaram, segundo Jornal Grande Bahia.

## Resultados

### Eleição municipal de Eunápolis em 2016 para Prefeito
A eleição para prefeito contou com 4 candidatos em 2016: José Robério Batista de Oliveira do Partido Social Democrático (2011) que foi eleito , Cordelia Torres de Almeida do Movimento Democrático Brasileiro (1980), Maria Menezes Ferreira Viana do Partido Socialista Brasileiro, Adelson Cirilo dos Santos do Partido Democrático Trabalhista que obtiveram, respectivamente, 24 453, 19 917, 4 839, 3 796 votos. O Tribunal Superior Eleitoral também contabilizou 23.38% de abstenções nesse turno.
| Candidato(a)                           | Vice                              | Coligação                           | Votos recebidos | Percentual |
| -------------------------------------- | --------------------------------- | ----------------------------------- | --------------- | ---------- |
| José Robério Batista de Oliveira (PSD) | Flavio Augusto Baioco             | A Força da União                    | 24453           | 46.13%     |
| Cordelia Torres de Almeida (MDB)       | Luiz Alberto Gonçalves de Andrade | Aqui Começa uma Nova Historia       | 19917           | 37.58%     |
| Maria Menezes Ferreira Viana (PSB)     | Elizabeth Checon                  | Coragem para Mudar e Fé para Vencer | 4839            | 9.13%      |
| Adelson Cirilo dos Santos (PDT)        | Marilene José de Brito            | Juntos Somos Fortes                 | 3796            | 7.16%      |

### Eleição municipal de Eunápolis em 2016 para Vereador
Na decisão para o cargo de vereador na eleição municipal de 2016, foram eleitos 17 vereadores com um total de 55 882 votos válidos. O Tribunal Superior Eleitoral contabilizou 1 083 votos em branco e 1 703 votos nulos. De um total de 76 567 eleitores aptos, 17 899 (23.38%) não compareceram às urnas.
| Nome                           | Partido político                         | Coligação                     | Votos recebidos | Percentual |
| ------------------------------ | ---------------------------------------- | ----------------------------- | --------------- | ---------- |
| José Ramos Neto Filho          | Partido Trabalhista Cristão (PTC)        | A Força da União 4            | 1947            | 3.48%      |
| João Batista Alves Pereira     | Partido Social Cristão (PSC)             | A Força da União 4            | 1679            | 3%         |
| Gildair da Silva Almeida       | Partido Progressista (PP)                | A Força da União 1            | 1633            | 2.92%      |
| Paulo Sergio Brasil dos Santos | Partido Republicano Brasileiro (PRB)     | A Força da União 4            | 1581            | 2.83%      |
| Osvaldo Pereira dos Santos     | Partido Social Democrático (PSD)         | A Força da União 1            | 1413            | 2.53%      |
| Aderbal Costa Dias             | Democratas (DEM)                         | Aqui Começa uma Nova Historia | 1210            | 2.17%      |
| Ubaldo Suzart Gomes            | Partido Social Democrático (PSD)         | A Força da União 1            | 1159            | 2.07%      |
| Waldemir Batista de Oliveira   | Partido Humanista da Solidariedade (PHS) | A Força da União 2            | 1151            | 2.06%      |
| Jorge Maécio Pires Almeida     | Partido Progressista (PP)                | A Força da União 1            | 1116            | 2%         |
| Jose Miranda de Oliveira       | Partido da República (PR)                | A Força da União 2            | 1068            | 1.91%      |
| Jurandi Gomes Leite            | Partido Popular Socialista (PPS)         | A Força da União 4            | 1058            | 1.89%      |
| Daniel Araújo Queiroz          | Partido da República (PR)                | A Força da União 2            | 1038            | 1.86%      |
| Carlos Alberto da Silva Lima   | Partido da República (PR)                | A Força da União 2            | 893             | 1.6%       |
| Cherubino José de Souza        | Partido Trabalhista Brasileiro (PTB)     | A Força da União 2            | 890             | 1.59%      |
| Marcos Rezende da Silva        | Partido da Mobilização Nacional (PMN)    | A Força da União 3            | 791             | 1.42%      |
| Luiz Carlos Silva de Jesus     | Partido da Mobilização Nacional (PMN)    | A Força da União 3            | 766             | 1.37%      |
| Arthur Mendonça da Silva       | Democratas (DEM)                         | Aqui Começa uma Nova Historia | 603             | 1.08%      |

## Análise
Robério de Oliveira concorreu pela terceira vez como prefeito do município de Eunápolis e com a campanha de 2016, foi eleito no segundo turno com 65,59% dos votos, concorrendo com Cordelia Torres (PMDB). O prefeito eleito contou com o apoio do prévio prefeito da cidade, Neto Guerriri, que lhe deu apoio para a candidatura.
 Em 2017, Robério de Oliveira foi afastado do cargo.